# Гулоу (Кайфын)
Гуло́у (кит. упр. 鼓楼, пиньинь Gǔlóu) — район городского подчинения городского округа Кайфын провинции Хэнань (КНР). Название района происходит от древней башни Гулоу («Барабанной башни»).

## История
В 1913 году был образован уезд Кайфын (开封县), а в 1929 году его урбанизированная часть была выделена в город Кайфын. После того, как в ходе гражданской войны город был взят войсками коммунистов, в конце 1948 года был образован Особый город Кайфын (开封特别市); в его центральной части был образован Район № 2. В 1956 году Район № 2 был переименован в район Гулоу. В 1966 году район был переименован в Хунгуан (红光区), но в 1972 году ему было возвращено название Гулоу.

## Административное деление
Район делится на 8 уличных комитетов.